# Chứng minh nhân dân

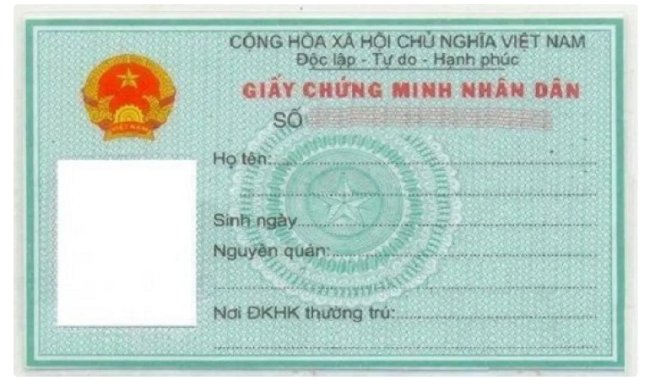
Mẫu giấy CMND trống

Giấy chứng minh nhân dân (CMND; trong khẩu ngữ thường được gọi tắt là chứng minh thư hoặc giấy chứng minh hay đơn giản hơn nữa là chứng minh) là tên một loại giấy tờ tùy thân của công dân Việt Nam, trong đó có xác nhận của cơ quan nhà nước có thẩm quyền về đặc điểm căn cước, lai lịch của người được cấp. Giấy chứng minh nhân dân có giá trị sử dụng toàn Việt Nam trong thời gian 15 năm kể từ ngày cấp gần nhất. Kể từ ngày 1 tháng 1 năm 2025, tất cả các giấy chứng minh nhân dân sẽ không còn giá trị sử dụng.
Bắt đầu từ năm 2016, Chứng minh nhân dân chính thức được thay bằng Căn cước Công dân. Tuy nhiên, tại công an cấp tỉnh, cấp huyện vẫn thực hiện các thủ tục cấp mới, cấp đổi và cấp lại giấy Chứng minh nhân dân đến ngày 30 tháng 10 năm 2017 mới chính thức được bãi bỏ. 

## Lịch sử
Ở Việt Nam, Thẻ Căn Cước được sử dụng trong thời Pháp thuộc (1945 trở về trước) như giấy thông hành hoặc giấy chứng minh trong phạm vi toàn Đông Dương.
Theo Sắc lệnh số 175 - b ngày 6 tháng 9 năm 1946 của Chủ tịch nước Việt Nam Dân chủ Cộng hoà, Thẻ Công Dân được sử dụng thay cho thẻ căn cước. Thẻ công dân chứng nhận về nhân thân và những đặc điểm riêng của mỗi công dân, bao gồm: họ tên, ngày tháng năm sinh, tên cha mẹ, nguyên quán, trú quán, chức nghiệp... do Ủy ban hành chính xã, thị xã hoặc thành phố, nơi nguyên quán hoặc trú quán của công dân cấp cho công dân Việt Nam tuổi từ 18 trở lên.
Từ năm 1957, thẻ công dân được thay bằng Giấy Chứng Minh. Đến năm 1964 thì bổ sung thêm "Giấy chứng nhận căn cước" cho những người từ 14 đến 17 bên cạnh "Giấy chứng minh".
Tại miền Nam của Việt Nam, vào thời Việt Nam Cộng hòa, Thẻ Căn cước được sử dụng phổ biến đến cuối tháng 4 năm 1975.
Từ khi thống nhất đất nước sau chiến tranh, năm 1976, Giấy Chứng Minh Nhân dân được sử dụng thống nhất trong cả nước. Từ năm 1999, được thay bằng Chứng Minh Nhân Dân theo quy định của Chính phủ Cộng hòa Xã hội Chủ nghĩa Việt Nam.
Bắt đầu từ 1 tháng 7 năm 2012, Bộ Công an áp dụng mẫu giấy chứng minh nhân dân mới bằng nhựa 85,6mm x 53,98mm, trong đó có ghi rõ họ tên cha và mẹ, có mã vạch hai chiều. Ảnh của công dân được in trực tiếp lên thẻ; số CMND mới gồm 12 số 
Kể từ năm 2016, theo Luật Căn cước Công dân , Việt Nam chính thức đổi tên Chứng minh nhân dân thành Thẻ Căn cước Công dân.
Theo Nghị quyết 112/NQ-CP của Chính phủ Việt Nam do Thủ tướng Nguyễn Xuân Phúc ký có hiệu lực từ ngày 30 tháng 10 năm 2017 ban hành về việc đơn giản hóa thủ tục hành chính, giấy tờ công dân liên quan đến quản lý dân cư thuộc phạm vi chức năng quản lý nhà nước của Bộ Công an, để thống nhất việc quản lý bằng mã số định danh cá nhân. Các thủ tục cấp mới, cấp đổi và cấp lại giấy Chứng minh nhân dân đang được thực hiện tại công an cấp tỉnh, cấp huyện cũng sẽ được bãi bỏ. Cụ thể, sẽ bỏ yêu cầu xuất trình Chứng minh nhân dân với người đến làm thủ tục đăng ký xe. Các thủ tục liên quan đến lĩnh vực xuất nhập cảnh, đăng ký ngành nghề kinh doanh có điều kiện… cũng sẽ bỏ việc yêu cầu người dân phải xuất trình sổ hộ khẩu, giấy Chứng minh nhân dân. Trong một số tờ khai về lý lịch cá nhân, người dân sẽ không còn phải cung cấp các thông tin như ngày tháng năm sinh, giới tính, nơi đăng ký thường trú. Ngoài ra, khi đi làm hộ chiếu, cấp lại hay sửa đổi hộ chiếu, người dân cũng không cần khai ngày tháng năm sinh, số Chứng minh nhân dân… mà thay vào đó là số định danh cá nhân trên Thẻ Căn cước Công dân.

## Đặc điểm

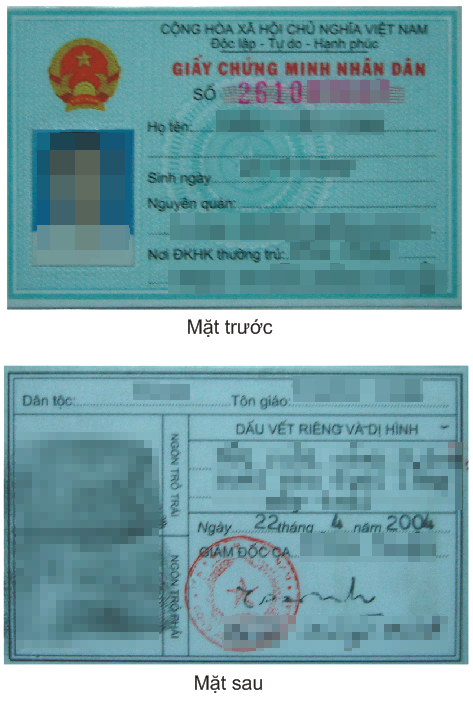
Mặt trước và sau của một tấm CMND (mẫu cũ)

Tất cả các CMND được cấp mới hiện tại có đặc điểm sau:
Mẫu giấy CMND của công dân Việt Nam thống nhất toàn quốc, có hình chữ nhật, kích thước 85,6 mm x 53,98 mm, gồm 2 mặt in hoa văn màu xanh trắng nhạt, được ép nhựa trong. Thời hạn sử dụng là 15 năm kể từ ngày cấp.
- Mặt trước, ở bên trái từ trên xuống có hình Quốc huy đường kính 14 mm; ảnh của người được cấp CMND cỡ 20x30 mm; có giá trị đến (ngày, tháng, năm). Bên phải, từ trên xuống: chữ "Giấy chứng minh nhân dân" (màu đỏ), số, họ và tên khai sinh, họ và tên gọi khác, ngày tháng năm sinh, giới tính, dân tộc, tôn giáo, quê quán, nơi thường trú…
- Mặt sau: trên cùng là mã vạch 2 chiều. Bên trái, có 2 ô: ô trên, vân tay ngón trỏ trái; ô dưới, vân tay ngón trỏ phải. Bên phải, từ trên xuống: đặc điểm nhận dạng, họ và tên cha, họ và tên mẹ, ngày tháng năm cấp CMND, chức danh người cấp, ký tên và đóng dấu.

Mẫu mới này có một số điểm khác với mẫu CMND cũ như kích thước quốc huy, kích thước ảnh, mã vạch, tên cha mẹ v.v... Các chứng minh thư cũ vẫn có giá trị sử dụng tới ngày hết hạn.
Bộ Công An Việt Nam đang có kế hoạch xây dựng mẫu CMND mới (Căn cước Công dân) trong đó sẽ đưa nhóm máu và thể hiện bằng hai ngôn ngữ: tiếng Việt và tiếng Anh.
Ngoài ra, dự án CMND điện tử, giống như của Malaysia, cũng đã được triển khai từ đầu thập niên và dự kiến sẽ cấp cho các thành phố cấp 1 vào năm 2010. Tuy vậy, gần đây, người ta cho rằng dự án này đã thất bại.

## Đối tượng được cấp
Công dân Việt Nam từ 14 tuổi trở lên được cấp CMND.

### Những người tạm thời chưa được cấp
Là những người dưới 14 tuổi, hoặc trên 14 tuổi nhưng chưa có nhu cầu làm CMND, người đang mắc bệnh tâm thần hoặc bệnh khác làm mất khả năng điều khiển hành vi của chính mình.

## Quy định liên quan
Cuối năm 2013, Chính phủ Việt Nam đã ban hành Nghị định 167/2013/NĐ-CP  (để thay thế NĐ 73/2010/NĐ-CP được ban hành vào năm 2010), trong đó khoản 1 điều 9 của Nghị định 167 có quy định:
Phạt cảnh cáo hoặc phạt tiền từ 100.000 đồng đến 200.000 đồng đối với hành vi không xuất trình chứng minh nhân dân khi có yêu cầu kiểm tra của người có thẩm quyền.
Tại Việt Nam, số CMND là một số 9 chữ số. Các đầu số khác nhau được chia cho các cơ quan công An của các tỉnh thành khác nhau. Vì vậy, số CMND không nhất thiết là cố định đối với mỗi người. Nếu chuyển hộ khẩu hoặc thay đổi địa chỉ thường trú tới tỉnh/thành phố khác và cần cấp lại CMND, số CMND mới sẽ có đầu số hoàn toàn khác. Việc này gây ra rất nhiều phiền toái đặc biệt là khi số CMND được sử dụng trong rất nhiều tài liệu như Đăng ký nhà, ô tô, xe máy, đăng ký kinh doanh, hộ chiếu, hộ khẩu v.v...
Về nguyên tắc, số CMND là duy nhất. Tuy vậy, năm 2007 đã xảy ra trường hợp hi hữu là có tới 50000 số CMND thuộc tỉnh Bà Rịa – Vũng Tàu bị trùng với tỉnh Đồng Nai. Đây là các số CMND thuộc dải số từ 271450001 đến số 271500000. Nguyên nhân do dải số trên được cấp cho Bà Rịa – Vũng Tàu khi thành lập đặc khu Vũng Tàu - Côn Đảo năm 1979 nhưng tỉnh Đồng Nai vẫn tiếp tục sử dụng.

### Mã tỉnh/thành phố của số CMND cũ
| 0x                      | 1x                     | 2x                 | 3x            |
| ----------------------- | ---------------------- | ------------------ | ------------- |
| TP Hà Nội 01            | Quảng Ninh 10          | Quảng Nam 20       | Long An 30    |
| TP Hồ Chí Minh 02       | Hà Tây 11 (cũ)         | TP Đà Nẵng 20      | Tiền Giang 31 |
| TP Hải Phòng 03         | Hòa Bình 11            | Quảng Ngãi 21      | Tiền Giang 31 |
| Điện Biên 04            | Bắc Giang 12           | Bình Định 21       | Bến Tre 32    |
| Lai Châu 04             | Bắc Ninh 12            | Khánh Hòa 22       | Vĩnh Long 33  |
| Sơn La 05               | Phú Thọ 13             | Phú Yên 22         | Trà Vinh 33   |
| Lào Cai 06              | Vĩnh Phúc 13           | Gia Lai 230-231    | Đồng Tháp 34  |
| Yên Bái 06              | Hải Dương, Hưng Yên 14 | Kon Tum 23         | An Giang 35   |
| Hà Giang 07             | Thái Bình 15           | Đắc Lắc 24         | TP Cần Thơ 36 |
| Tuyên Quang 07          | Nam Định 16            | Đắc Nông 245       | Hậu Giang 36  |
| Lạng Sơn 08             | Hà Nam 16              | Lâm Đồng 25        | Sóc Trăng 36  |
| Thái Nguyên 090-091-092 | Ninh Bình 16           | Ninh Thuận 26      | Kiên Giang 37 |
| Bắc Kạn 095             | Thanh Hóa 17           | Bình Thuận 26      | Cà Mau 38     |
| Cao Bằng 08             | Nghệ An 18             | Đồng Nai 27        | Bạc Liêu 38   |
|                         | Hà Tĩnh 18             | Bà Rịa-Vũng Tàu 27 | Cà Mau 38     |
|                         | Quảng Bình 19          | Bình Dương 280-281 |               |
|                         | Quảng Trị 19           | Bình Phước 285     |               |
|                         | Thừa Thiên-Huế 19      | Tây Ninh 29        |               |

### Mã tỉnh/thành phố của số căn cước công dân (CCCD) mới[8]
| 0x               | 1x               | 2x                                   | 3x                | 4x                  | 5x              | 6x              | 7x                   | 8x              | 9x              |
| ---------------- | ---------------- | ------------------------------------ | ----------------- | ------------------- | --------------- | --------------- | -------------------- | --------------- | --------------- |
| 00 - Dự trữ      | 10 - Lào Cai     | 20 - Lạng Sơn                        | 30 - Hải Dương    | 40 - Nghệ An        | 50 - Dự trữ     | 60 - Bình Thuận | 70 - Bình Phước      | 80 - Long An    | 90 - Dự trữ     |
| 01 - TP Hà Nội   | 11 - Điện Biên   | 21 - Dự trữ                          | 31 - TP Hải Phòng | 41 - Dự trữ         | 51 - Quảng Ngãi | 61 - Dự trữ     | 71 - Dự trữ          | 81 - Dự trữ     | 91 - Kiên Giang |
| 02 - Hà Giang    | 12 - Lai Châu    | 22 - Quảng Ninh                      | 32 - Dự trữ       | 42 - Hà Tĩnh        | 52 - Bình Định  | 62 - Kon Tum    | 72 - Tây Ninh        | 82 - Tiền Giang | 92 - TP Cần Thơ |
| 03 - Dự trữ      | 13 - Dự trữ      | 23 - Dự trữ                          | 33 - Hưng Yên     | 43 - Dự trữ         | 53 - Dự trữ     | 63 - Dự trữ     | 73 - Dự trữ          | 83 - Bến Tre    | 93 - Hậu Giang  |
| 04 - Cao Bằng    | 14 - Sơn La      | 24 - Bắc Giang                       | 34 - Thái Bình    | 44 - Quảng Bình     | 54 - Phú Yên    | 64 - Gia Lai    | 74 - Bình Dương      | 84 - Trà Vinh   | 94 - Sóc Trăng  |
| 05 - Dự trữ      | 15 - Yên Bái     | 25 - Phú Thọ                         | 35 - Hà Nam       | 45 - Quảng Trị      | 55 - Dự trữ     | 65 - Dự trữ     | 75 - Đồng Nai        | 85 - Dự trữ     | 95 - Bạc Liêu   |
| 06 - Bắc Kạn     | 16 - Dự trữ      | 26 - Vĩnh Phúc                       | 36 - Nam Định     | 46 - Thừa Thiên-Huế | 56 - Khánh Hòa  | 66 - Đắk Lắk    | 76 - Dự trữ          | 86 - Vĩnh Long  | 96 - Cà Mau     |
| 07 - Dự trữ      | 17 - Hòa Bình    | 27 - Bắc Ninh                        | 37 - Ninh Bình    | 47 - Dự trữ         | 57 - Dự trữ     | 67 - Đắk Nông   | 77 - Bà Rịa-Vũng Tàu | 87 - Đồng Tháp  | 97 - Dự trữ     |
| 08 - Tuyên Quang | 18 - Dự trữ      | 28 - Dự trữ (trước đây là Hà Tây cũ) | 38 - Thanh Hóa    | 48 - TP Đà Nẵng     | 58 - Ninh Thuận | 68 - Lâm Đồng   | 78 - Dự trữ          | 88 - Dự trữ     | 98 - Dự trữ     |
| 09 - Dự trữ      | 19 - Thái Nguyên | 29 - Dự trữ                          | 39 - Dự trữ       | 49 - Quảng Nam      | 59 - Dự trữ     | 69 - Dự trữ     | 79 - TP Hồ Chí Minh  | 89 - An Giang   | 99 - Dự trữ     |